# Bahía de Dickenson
La Bahía de Dickenson (en inglés: Dickenson Bay) se encuentra en la costa noroeste de la isla de Antigua, cerca de Cedar Grove, en el país caribeño de Antigua y Barbuda. Si bien la bahía de Dickenson no es la playa más aislada en Antigua, sus playas intensamente blancas y mares tranquilos atraen a muchos visitantes. Con una cadena de hoteles relativamente grandes, la bahía tiene una de las acumulaciones de habitaciones más grandes de la isla. La playa está llena de restaurantes, bares de playa y espacios para deportes acuáticos. Frente a la costa de la Bahía Dickenson se encuentran varias pequeñas islas deshabitadas y un arrecife de coral de una milla de largo.